# 陈光林
陈光林（1946年1月—），山东齐河人，中华人民共和国政治人物。
1988年6月至1997年12月任山东省委宣传部副部长、常务副部长；1997年12月至1998年11月任中共济宁市委书记；1998年11月至2001年10月任中共山东省委常委、宣传部部长。
2001年10月至2006年11月任中共内蒙古自治区党委副书记；2007年1月至2011年1月任内蒙古自治区政协主席、党组书记。